# John Marshal, Lord of Hingham
John Marshal, Lord of Hingham (* um 1257; † 1282) war ein englischer Adliger.

## Leben
John Marshal entstammte einer Nebenlinie der Familie Marshal. Er war der älteste Sohn von William Marshal, Lord of Norton und von dessen Frau Elizabeth Ferrers, einer Tochter von William de Ferrers, 5. Earl of Derby. Er war noch minderjährig, als sein Vater 1265 als Rebell gegen den König im Zweiten Krieg der Barone fiel. Durch die Intervention von William de Say († 1271) wurde er vom König für die Rebellion seines Vaters begnadigt, so dass er dessen Besitzungen erben durfte. Nach dem Tod seiner Großmutter Aline de Ryes, die über 90-jährig 1267 starb, wurde er zum Erben von deren Gütern in East Anglia und der feudalen Baronie Hingham. Seine Mutter heiratete in zweiter Ehe Dafydd ap Gruffydd, den jüngeren Bruder des walisischen Fürsten Llywelyn ap Gruffydd. Sie tauschte dabei mit ihrem Sohn das Gut von Folesham in Norfolk, das sie als Wittum erhalten hatte, gegen das Gut von Norton in Northamptonshire. 1278 wurde John volljährig, womit er sein Erbe antreten konnte. 1282 nahm er am Feldzug von Eduard I. zur Eroberung von Wales teil, starb jedoch noch im selben Jahr.
William hatte Hawise geheiratet, von deren Vater nur der Vorname John bekannt ist. Sein Erbe wurde sein minderjähriger Sohn William. Für dessen Vormundschaft und für die Verwaltung des Erbes zahlte John de Bohun, ein jüngerer Sohn von Humphrey de Bohun, 2. Earl of Hereford, dem König 2500 Mark.